# Na Palomera
Na Palomera (Peralada, c. 1240 - 1285) fou una heroïna catalana. Ben poca cosa sabem sobre la vida d'aquesta dona, a la qual identifiquem com una heroica de Peralada. Na Palomera va viure el moment dramàtic de l'entrada dels soldats francesos de Felip l'Ardit i l'incendi i la destrucció de la vila per part dels almogàvers, l'any 1285. Ramon Muntaner explica a la seva crònica la tràgica història que va portar a la mort a na Palomera, a qui ell havia conegut a la seva Peralada natal.
És un incident terrible. Un cop les tropes de Pere el Gran havien foragitat els francesos de Peralada, els nobles sortiren de la vila per perseguir-los i per protegir els seus castells i viles. També el rei i l'infant Alfons s'acomiadaren i deixaren a Peralada uns mil almogàvers, que, disgustats perquè no tindrien part en el botí, van calar foc a la vila a mitja nit mentre cridaven a la població que sortís. Així ho explica Ramon Muntaner que en seria un testimoni presencial: «Què us diré? Les bones gents e homes e dones, que jeien en llurs llits, oïren lo via fores e veeren la vila abrasar de foc, cascun e cascuna varen pensar salvar el seu fill i la seva filla, i els homes la seva muller i els seus infants, mentre els almogàvers prenien les coses. El foc s'estenia i els almogàvers robaven, tota la gent va fugir de manera que a la vila només hi va romandre una dona a la que anomenaven na Palomera que va anar a l'església, a l'altar de santa Maria i va dir que volia morir allà».
L'endemà, els francesos, veient el foc que cremava la vila i veient-la desemparada, van entrar-hi de nou i van apagar el foc. I així van arribar a l'església, e trobaren aquella bona dona qui tenia abraçada la imatge de madona Santa Maria; «e van venir los malvats dels picards, qui era la pitjor gent de la host, e especejaren tota la bona fembra sobre l'altar».
Aquesta dona no va voler fugir i es va trobar atrapada davant la barbàrie d'un i altre exèrcit; va restar a la vila en flames en l'incendi i el saqueig produït pels mateixos mercenaris del rei Pere, i finalment fou esquarterada pels soldats francesos, damunt l'altar, abraçada a la imatge de la Mare de Déu.
Ens podem fer ressò del que diu Muntaner comentat aquest trist episodi, parlant dels soldats. «E així eren de dues voluntats: els bons apagaven el foc e els malvats l‘encenien», en una guerra, que, com en totes les guerres, ambdós exèrcits feren barbaritats, i que, com en totes les guerres, hi troben dones innocents víctimes dels uns i dels altres.